# Schlacht von Megalopolis
Die Schlacht von Megalopolis fand im Herbst 331 oder Frühjahr 330 v. Chr. zwischen Sparta und Makedonien statt.
Die Spartaner unter König Agis III. nutzten die Abwesenheit Alexanders des Großen, der im fernen Persien gegen Dareios III. kämpfte, zu einer (vom Alexanderhistoriker Arrian nicht erwähnten) Erhebung gegen die makedonische Herrschaft. Megalopolis, das 371 v. Chr. in Arkadien als Bollwerk gegen mögliche spartanische Expansionsversuche gegründet worden war, war ein traditioneller Gegner Spartas und damit natürliches Ziel eines Angriffs. Der makedonische Reichsverweser Antipater kam aber mit einer überlegenen, 40.000 Mann starken Armee der belagerten Stadt zu Hilfe und konnte die Spartaner vernichtend schlagen. Agis III. fiel und mit ihm 5.300 seiner Landsleute, während die makedonischen Verluste etwa 3.500 Mann betrugen.
In einem ironischen Kommentar zu den Ereignissen erklärte Alexander der Große, während er selbst mit dem mächtigen Perserkönig zu kämpfen gehabt habe, sei Antipater mit einem "Mäusekrieg" beschäftigt gewesen. Sparta blieb eine Eroberung durch Antipater erspart, musste aber 50 vornehme Bürger als Geiseln stellen und wahrscheinlich nun auch den während der Herrschaft Agis’ III. abgelehnten Beitritt zum Korinthischen Bund vollziehen.